# Traité des lois
Pour les articles homonymes, voir Lois.
Le Traité des lois, en grec ancien περί συμβολαίων, est un traité juridique du philosophe péripatéticien Théophraste.

## L'ouvrage
Théophraste a écrit des ouvrages de législation et juridiques, et fourni des preuves qu'il se préoccupait de législation. Ce traité est un ouvrage philosophique consacré à l'étude et à la comparaison de toutes les législations. La collection de fragments est incomplète, certains de ces fragments sont inintelligibles - et aucun ordre n'a pu être correctement établi. On peut se douter que les ouvrages théophrastéens en matière de législation ne sont pas sans rapport aux Lois de Platon ou les travaux d'Aristote sur la législation, comme les Politiques. Cicéron l'évoque à titre historique dans ses ouvrages De Legibus et De finibus bonorum et malorum. 
D’après le doxographe Diogène Laërce, Théophraste aurait écrit plusieurs ouvrages sur les législations, non seulement à Athènes, mais également dans certaines cités-états barbares. Diogène cite un ouvrage intitulé Lois, un Recueil de Lois en vingt-quatre livres, et un Autre Recueil de Lois en dix livres. Dans ce traité, Théophraste confronte, expose, analyse les lois, leur histoire et leur sujet ; il contredit Héraclide du Pont au sujet de la loi de Dracon qui condamnait à mort toute personne déclarée oisive : Héraclide dit que c'est une loi de Solon, et que Pisistrate l'a imitée et généralisée ; Théophraste prétend que c'est une loi de Solon qui avait déjà été appliquée. Stobée rapporte une loi de Thourioï sur l'ingérence du voisinage lors d'aliénation foncière et une autre d'Enos sur les droits du propriétaire issues du Traité des Lois :
À Thourioï, lors de contrat d’aliénation foncière, le vendeur et l’acheteur sont obligés de donner à trois des plus proches voisins une petite pièce de monnaie en mémoire et témoignage du contrat. Les trois voisins sont légalement responsables s’ils refusent de recevoir pièce de monnaie d’un contrat auquel ils sont personnellement étrangers, s’ils le reçoivent deux fois du même vendeur, et s'ils refusent d’attester le droit de l’acheteur après l'avoir reçue.
À Enos, celui qui devient propriétaire d’une maison doit sacrifier sur l’autel d’Apollon du quartier ; celui qui achète un fonds de terre doit sacrifier dans le quartier où il a son domicile et jurer devant le magistrat chargé de l’inscription et trois habitants du quartier, qu’il a acheté loyalement. Le vendeur doit également jurer qu’il vend sans dol. À défaut de ces formalités, le magistrat refuse l’inscription.

### Liens
- Traité des lois de Théophraste, fragments recueillis et traduits par Eugène de Rozière, Rodolphe Dareste, et Edouard Laboulaye (1870)
- Traité des Lois. Théophraste : Traité des Lois de 1870
- Le Traité des Lois de Théophraste : Traduction et commentaire par Amédée Peyron cfr. les Mémoires de l'Académie de Turin, 1826
- De Legibus (III, 5-7), Cicéron
- (grc + fr) Théophraste (trad. du grec ancien par O. Navarre), Caractères, Paris, Les Belles Lettres, coll. « Budé-Série grecque » (no 5), 2012 (1re éd. 1921), 104 p. (ISBN 978-2-251-00623-9).

Texte établi par le traducteur. Rééd. 1964Texte en ligne
- Diogène Laërce, Vies, doctrines et sentences des philosophes illustres [détail des éditions] (lire en ligne) (Livre V, 2)